# Niederwürzbach
Niederwürzbach ist ein Stadtteil von Blieskastel im Saarpfalz-Kreis (Saarland). Zu Niederwürzbach gehört auch der Ortsteil Seelbach sowie die Ortslage Breiter Mühle.

## Geographie
Niederwürzbach liegt rund 4 km westlich von Blieskastel auf 234 m ü. NHN. Der Ort verdankt seinen Namen dem Bächlein Würzbach, das den Würzbacher Weiher (12 ha groß) speist, durch Niederwürzbach fließt und in die Blies entwässert.
Südlich von Niederwürzbach beginnt mit dem Bliesgau das Pfälzisch-Saarländische Muschelkalkgebiet, das durch seine lehm- und tonhaltigen Böden und durch eine überwiegend landwirtschaftliche Nutzung gekennzeichnet ist.
Im Norden grenzt Niederwürzbach an das Sankt Ingbert-Kirkeler Waldgebiet mit seiner Hügellandschaft auf Buntsandstein.
Niederwürzbach ist Teil des Biosphärenreservats Bliesgau der UNESCO.

## Geschichte
Der Name Würzbach wurde erstmals 1181 in einer Urkunde des Abtes Konrad von Hornbach erwähnt, als dieser ein Stück Land in Wercebach an die Abtei Wadgassen verkaufte. Einen Hinweis zur Bevölkerung in Niederwürzbach gibt erstmals die „Türkenschatzung“ im Jahre 1566. 20 Untertanen werden aufgeführt – das ergibt eine geschätzte Einwohnerzahl von etwa 100 Personen.
Im Dreißigjährigen Krieg wurde das Dorf Niederwürzbach vollständig zerstört. Danach begann die Wiederbesiedlung des Dorfes nur sehr zögernd. Die Bevölkerung lebte in großer Armut. Im Jahr 1698 fand im Amt Blieskastel eine Volkszählung statt. In dem Verzeichnis aller Mannschaften, Weiber und Kinder wurden für Niederwürzbach 12 Männer, 11 Frauen und 40 Kinder – zusammen 63 Personen – erfasst.
Durch die Übernahme des Landstriches durch die Familie von der Leyen besserte sich die Lage der Bevölkerung zusehends. Die neuen Landesherren wollten aus ihrem Besitz Nutzen ziehen und unternahmen alle Anstrengungen, das Land zu befrieden, um Einkünfte zu erwirtschaften und sie zu vermehren. So zeigte sich eine kontinuierliche Aufwärtsentwicklung in der Leyen-Zeit.
Im Ersten Koalitionskrieg, der nach der französischen Revolution ausbrach, stieß die französische Armee in das Gebiet des heutigen Saarpfalz-Kreises vor. Als Kriegsschauplatz wurde um 1792 Schloss Philippsburg durch französische Revolutionstruppen stark beschädigt. In Folge der Koalitionskriege wurde das Linke Rheinufer von Frankreich besetzt, 1797 schließlich annektiert und Niederwürzbach französisch.
Nach dem Wiener Kongress wurde Niederwürzbach 1816 Teil des Rheinkreises im Königreich Bayern. Im Industriezeitalter wuchs der Ort ab der Mitte des 19. Jahrhunderts rasant bis auf die heutige Einwohnerzahl von ca. 4000 Personen. In die Zeit der Zugehörigkeit zu Bayern fällt auch die Errichtung von Gut Junkerwald in Niederwürzbach.
Nach dem Ersten Weltkrieg führten die Bestimmungen des Versailler Vertrages von 1919 dazu, dass Niederwürzbach von 1920 bis 1935 im Saargebiet lag, das mit einem Mandat des Völkerbundes für 15 Jahre unter französische Verwaltung gestellt wurde. 1935 wurde das Saargebiet nach der im Vertrag vorgesehenen Volksabstimmung aufgrund von ca. 90 % Zustimmung wieder in das damals nationalsozialistische Deutsche Reich eingegliedert.
Da Niederwürzbach in der sog. „Roten Zone“ nahe der französischen Grenze lag, wurde der Ort während des Zweiten Weltkriegs ab dem 30. August 1939 evakuiert. Nach dem Waffenstillstand mit Frankreich im Juni 1940 kehrte die Zivilbevölkerung nach Niederwürzbach zurück. Im Dezember 1944 sollte der Ort erneut evakuiert werden, aber dazu kam es nicht mehr. Durch die amerikanische Offensive unter General George S. Patton war am 20. März 1945 für Niederwürzbach die Stunde Null nach dem Zweiten Weltkrieg.
Nach dem Krieg gehörte Niederwürzbach zur französischen Besatzungszone und von 1946 bis Ende 1956 zum teilautonomen Saarland. Nach einer Volksabstimmung im Jahre 1955 trat das Saarland 1957 der Bundesrepublik Deutschland bei. Im Rahmen der saarländischen Gebiets- und Verwaltungsreform wurde die bis dahin eigenständige Gemeinde Niederwürzbach im Landkreis Sankt Ingbert am 1. Januar 1974 der Stadt Blieskastel zugeordnet. Niederwürzbach ist seitdem ein Stadtteil und ein Gemeindebezirk.

## Politik

### Ortsrat
Bei den Kommunalwahlen am 9. Juni 2024 ergab sich folgende Sitzverteilung im Ortsrat:
| Parteien und Wählergemeinschaften | Parteien und Wählergemeinschaften           | Sitze 2024 |    |
| SPD                               | Sozialdemokratische Partei Deutschlands     | 6          |    |
| CDU                               | Christlich Demokratische Union Deutschlands | 4          |    |
| DUB                               | Die Unabhängigen Blieskastel                | 1          |    |
| Gesamt                            | Gesamt                                      | 11         | 11 |

### Ortsvorsteher
Ortsvorsteher ist Andreas Motsch.

### Wappen
Der damaligen Gemeinde Niederwürzbach wurde am 22. Juli 1965 durch das saarländische Innenministerium auf Grund des §3 der Gemeindeordnung vom 15. Januar 1964 das Recht verliehen, ein Wappen zu führen. Gleichzeitig erhielt die Gemeinde das Recht, als Gemeindefarben die Farben blau und weiß zu führen. Die Blasonierung des Wappens lautet: Über silbernem Wellenschildfuß, darin ein blaues Seerosenblatt, in Blau ein silberner Pfahl belegt mit einem durchgehenden roten Kreuz, und begleitet von je einer silbernen Hirschstange mit 5 Enden.
Das rote Kreuz weist auf die von 1337 bis 1661 andauernde Zugehörigkeit zu Kurtrier hin, der silberne Pfahl auf die Zugehörigkeit zum Herrschaftsbereich der Grafen von der Leyen ab 1661. Der Patron der katholischen Pfarrgemeinde Niederwürzbachs, der heilige Hubertus, wird durch die beiden Hirschstangen symbolisiert. Schließlich weist das mit einem Seerosenblatt belegte Wellenschildfuß auf die Lage des Ortes am Würzbacher Weiher hin. Die Gemeindefarben blau und weiß erinnern an die Zugehörigkeit zu Bayern nach der napoleonischen Zeit.

## Kultur und Sehenswürdigkeiten
Von besonderer touristischer Bedeutung ist die Lage Niederwürzbachs im Biosphärenreservat Bliesgau, das die UNESCO im Jahr 2009 verliehen hat.
Niederwürzbach liegt zudem an der Barockstraße SaarPfalz, die als eine Touristische Themenstraße durch das Saarland und die angrenzende Westpfalz führt.

### Bauwerke

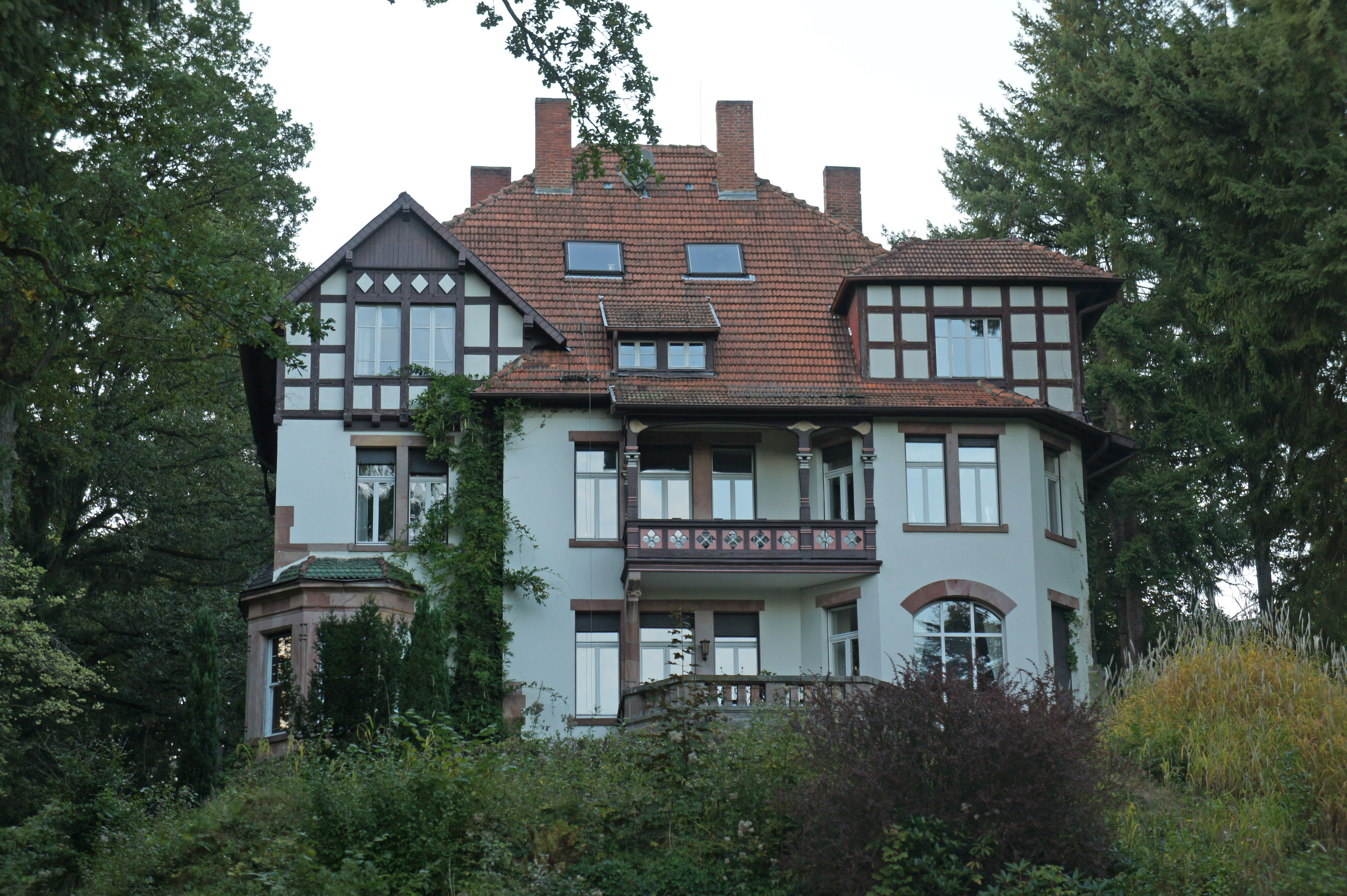
Gut Junkerwald am Weiher in Niederwürzbach

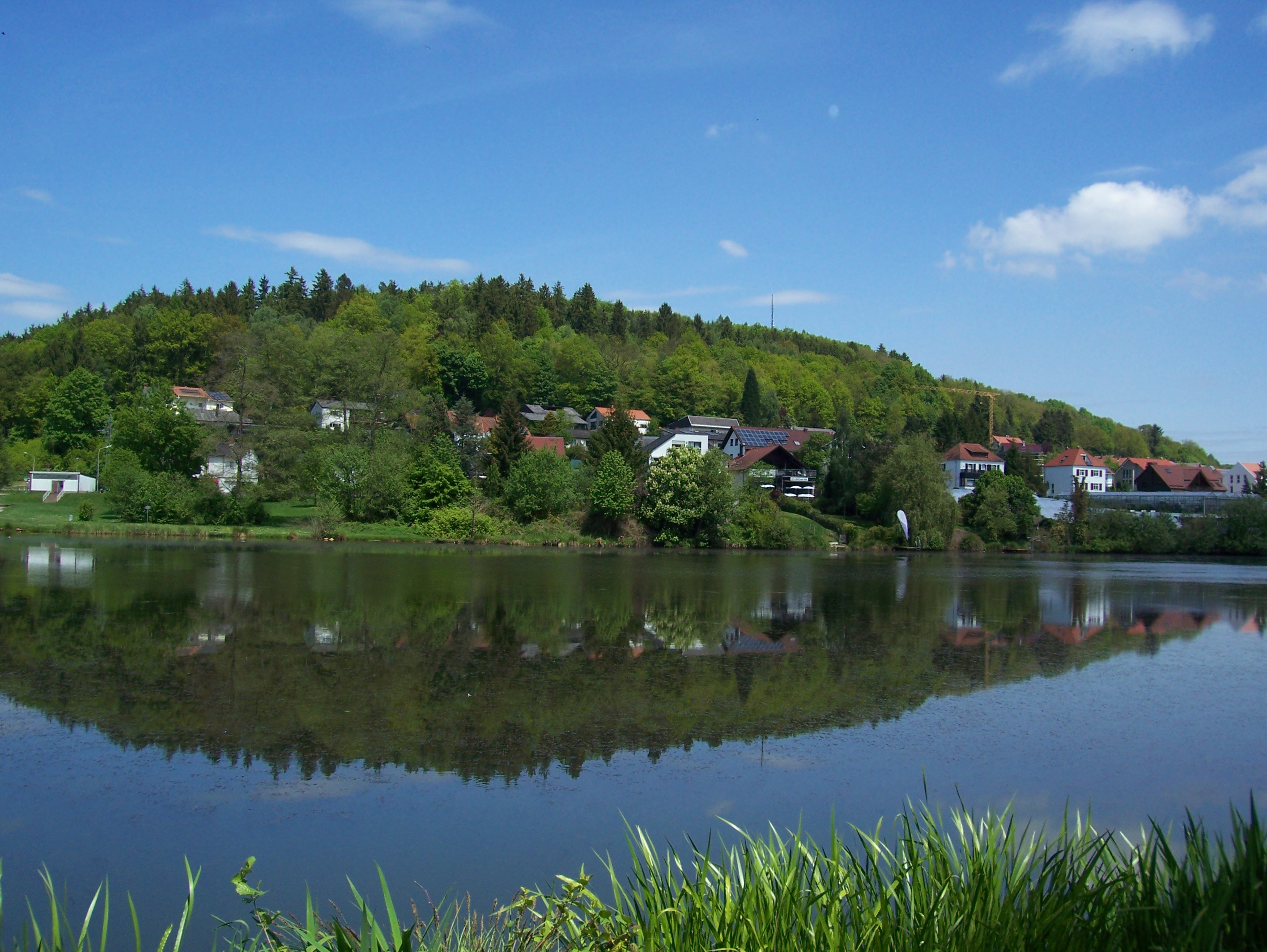
Würzbacher Weiher

- Siehe auch: Niederwürzbacher Schlösser

Der wohl beeindruckendste Bau in Niederwürzbach ist der Annahof, er war die Sommerresidenz von Marianne von der Leyen. Auf der anderen Seite des Weihers liegt der 'Rote Bau'.
Beide Gebäude bilden das Herzstück der barocken Bauten in Niederwürzbach.
Während der von-der-Leyenschen Zeit wurden am Würzbacher Weiher bedeutende, sogenannte „Englische Gärten“ im englischen Gartenstil angelegt. Zu den Gärten gehörten auch mehrere, Ende des 18. Jahrhunderts angelegte Bauten. Davon sind noch der heute als Forsthaus genutzte Rest der Philippsburg, der gut erhaltene Annahof und der Rote Bau übrig.
Am Weiher befindet sich auch das Gut Junkerwald, das vom Königlich-Bayerischen Hofrat Dr. Karl Ehrhardt 1903 angelegt wurde. Die Pläne für die Villa stammen von dem Architekten Georg von Hauberrisser, der u. a. auch das Rathaus in München erbaute. 1955 brannte die Villa bis auf die Grundmauern ab und wurde bis auf einige kleine Veränderungen in ihrer ursprünglichen Form wieder aufgebaut.
In der Kirkeler Straße steht die ehemalige katholische Hubertuskapelle. Sie wurde in den Jahren von 1738 bis 1742 mit Unterstützung des Grafen von der Leyen erbaut. Nachdem sie zwischenzeitlich als Spritzen- und Wohnhaus diente, ist sie als Heiliggeistkirche seit 1952 im Besitz der evangelischen Kirchengemeinde. 1881 wurde die katholische Pfarrkirche St. Hubertus erbaut. Sie enthält eine unter Denkmalschutz stehende Relieftafel St. Hubertus aus dem Jahr 1750 von Johann Franz Martersteck, Sohn von Johann Martersteck. Nach ihrer Zerstörung durch Fliegerbomben im Zweiten Weltkrieg wurde die Pfarrkirche wieder aufgebaut. Um die Kirche sind ein Pfarrhaus und ein Kriegerdenkmal angeordnet. Unweit davon steht auf dem Friedhof ein Kreuz von 1821 mit der Einschrift „Jesus Heiland und Seligmacher“.
Auf Anregung des Pfarrers Georg Deck errichteten arbeitslose Bergleute 1931 im Kirkeler Tal eine „Lourdes-Grotte“ als Marienwallfahrtsstätte. 1959 wurden auf dem Weg zur Grotte 14 Kreuzwegstationen des Blieskasteler Bildhauers Karl Riemann neu aufgestellt.
Von 1936 bis 1940 wurde im Zuge der Westwallbefestigung der Würzbach zwischen Niederwürzbach und Lautzkirchen als Panzersperre ausgebaut und zahlreiche Bunker, die als Beobachtungs-, Gefechts- und Sanitätsstände dienten, erbaut. Auch der heute noch sichtbare Stollen „Felsenkeller“ unter der kath. Pfarrkirche in Niederwürzbach diente als Schutzraum. Der Westwall bestand alleine im Stadtgebiet Blieskastel aus rund 235 Bunkern. So befindet sich am Kieselberg in Niederwürzbach eine mehrstöckige unterirdische Anlage, die als Sanitätsbunker diente. Die Bunker, die nach dem Zweiten Weltkrieg nicht gesprengt, sondern verschlossen wurden, sind in der Landesdenkmalliste geführt. Die Baudenkmäler sind für die Öffentlichkeit nicht zugänglich, jedoch von den Straßen und Wanderwegen im Würzbachtal sichtbar.
An der Bezirksstraße 34 befinden sich zwei Stolpersteine, die Teil des Projektes von Gunter Demnig sind. Sie erinnern an die Niederwürzbacher Georg und Otto Bieg, die in der Zeit des Nationalsozialismus deportiert wurden. Georg (geb. 1908) und Otto Bieg (geb. 1910) wurden am 13. Dezember 1937 verhaftet. Zur Last gelegt wurden ihnen kommunistische Umtriebe. Georg Bieg wurde nach Denunziation durch den Oberbürgermeister ins KZ Dachau verlegt, wo er als Sanitäter zwangsverpflichtet wurde. Bei seiner Arbeit, die vielen Häftlingen das Leben rettete, infizierte er sich mit Fleckfieber und verstarb am 24. Januar 1945. Otto Bieg wurde nach seiner Inhaftierung auf der Lerchesflur zum Kriegsdienst eingezogen, verweigerte sich jedoch und wurde am 11. Juli 1944 standrechtlich erschossen. An der Bezirksstraße 16 befindet sich ein weiterer Stolperstein für Heinrich Bieg (geb. 1901), der vermutlich mit einer posttraumatischen Belastungsstörung nach einem Kampfeinsatz in Afrika aus der Französischen Fremdenlegion zurückkehrte und zu einem unbekannten Zeitpunkt in die Heilanstalt Homburg/Saar aufgenommen wurde. Im Rahmen der Aktion T4 gelangte Heinrich Bieg über die Heilanstalt Weilmünster in die Tötungsanstalt Hadamar, in der er am 31. Januar 1941 vergast wurde.
In der Kirkeler Straße steht eine Grubenlok mit zwei Loren als Erinnerung an die im Bergbau beschäftigten Niederwürzbacher. Die Lokomotive Ruhrthaler V vom Typ G 60 Z/V wurde ursprünglich am 24. Februar 1955 von der Ruhrthaler Maschinenfabrik Schwarz & Dyckerhoff KG an die Saargrube Göttelborn ausgeliefert.

### Regelmäßige Veranstaltungen
- Kirmes (1. Wochenende im September)
- Herbstkonzert des Zupforchesters des Spiel- und Wanderclubs (1. oder 2. Sonntag im November)
- Weihnachtsmarkt an den Wochenenden im Dezember
- Tag der offenen Tür der Feuerwehr Niederwürzbach (1. Wochenende im Juni)

## Sport

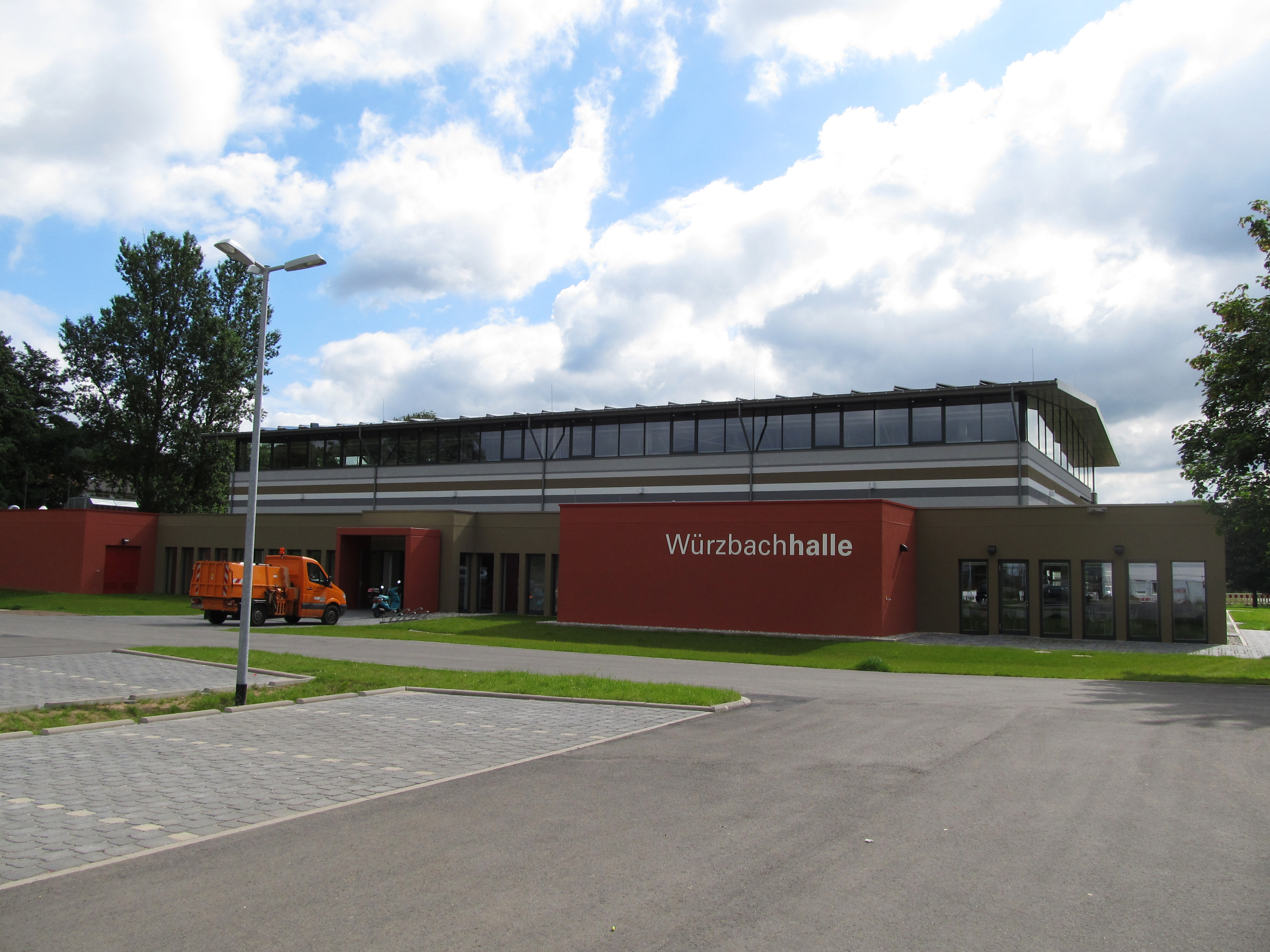
Niederwürzbach Würzbachhalle

In Niederwürzbach ansässig ist der Handball-Verein TV Niederwürzbach, der zwischen 1989 und 1999 in der ersten Bundesliga spielte und 1995 den Euro-City-Cup holte.

## Infrastruktur

### Freizeitangebote

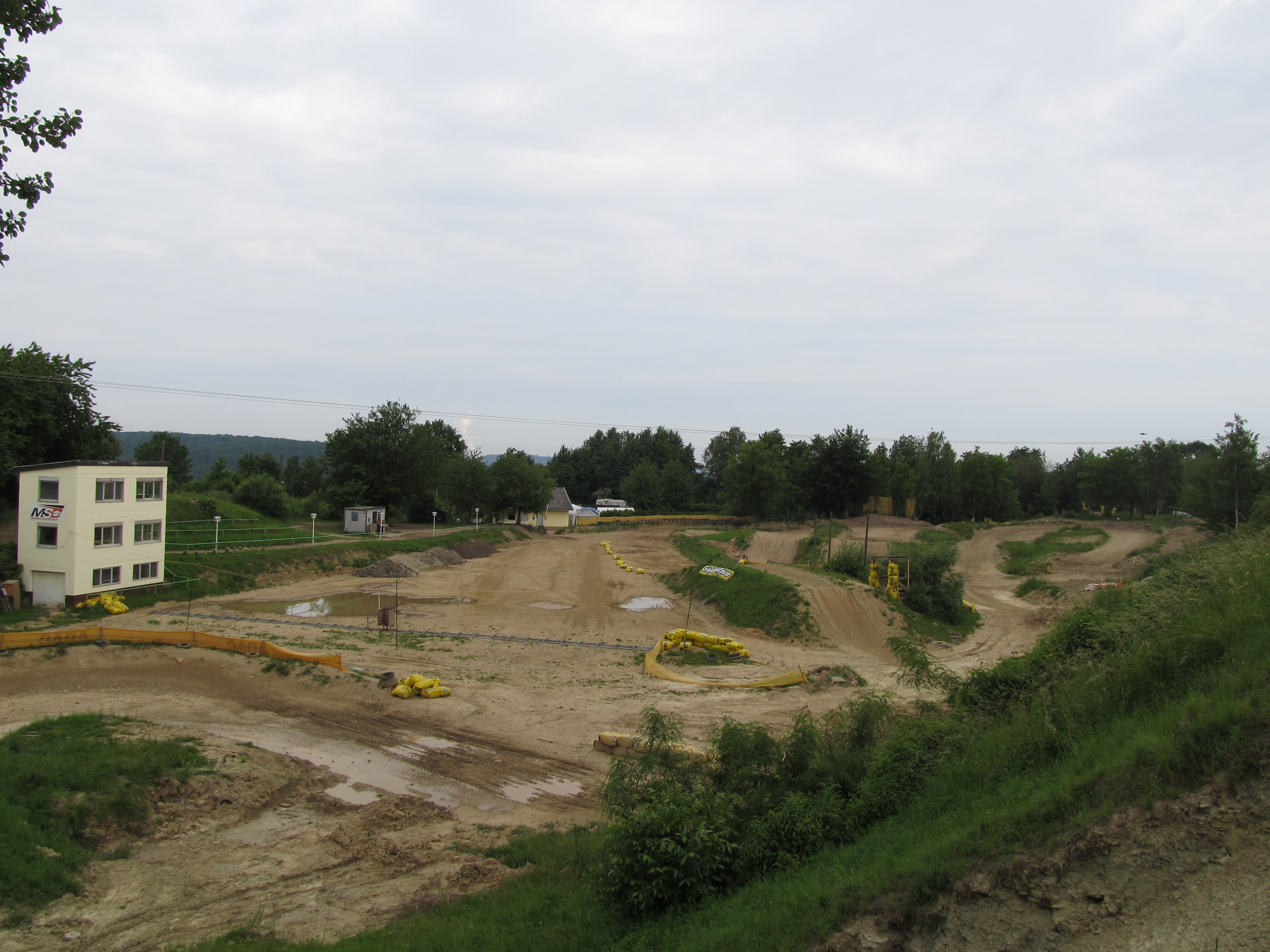
Niederwürzbach Lettkaul Motocross-Strecke

- Freizeitgebiet Würzbacher Weiher mit Liegewiese und Beachvolleyball-Feld
- Boule-Anlage vor der Würzbachhalle
- Spielfelder für Tennis an der Würzbachhalle
- Rasenspielfeld für Fußball im Ortsteil Seelbach
- Motocross-Strecke in der Lettkaul
- Rennstrecke für RC-Modellautos mit Verbrennungsmotor
- Ausgedehnte Wander- und Radwege

### Öffentliche Einrichtungen
Niederwürzbach besitzt eine Grundschule mit Schulturnhalle und einer öffentlichen Bücherei, eine kath. Freiwillige Ganztagsschule, kath. Kindertagesstätte, eine katholische und eine evangelische Kirche, eine Mehrzweckhalle (Würzbachhalle), ein Rasenfußballplatz, eine Tennisanlage, eine Motocross-Strecke, einen städtischen Campingplatz mit 10 Stellplätzen für Wohnmobile, ein Feuerwehrhaus und ein DRK-Haus.

### Verkehr
- 1866 erhielt Niederwürzbach durch die Eröffnung der Würzbachbahn Schwarzenacker–Hassel Anschluss an das Eisenbahnnetz; ein Jahr später wurde die Strecke bis nach St. Ingbert durchgebunden. Zwischen Bierbach und Würzbach ist sie heute Teil der Bahnstrecke Landau–Rohrbach. Der Bahnhof trägt den Namen Würzbach (Saar)
- Busverbindung nach Blieskastel und St. Ingbert.
- Die Anschlussstelle St. Ingbert-Mitte der Bundesautobahn 6 ist etwa 10 Kilometer vom Ortskern entfernt.

## Persönlichkeiten
- Marianne von der Leyen (1745–1804) war von 1775 bis 1793 Regentin der Grafschaft Blieskastel und prägte Niederwürzbach durch den Bau von Schlössern rund um den Weiher.
- Johannes Rößler (1882–1965), Ehrenbürger, Pfarrer, Gegner des Nationalsozialismus
- Otto Hemmer (1912–1968), Oberbürgermeister in Völklingen
- Albert Schwarz (1927–2005), Jurist, Politiker und Landrat
- Kurt Hartz (1935–2014), Politiker
- Peter Hartz (* 1941), Namensgeber des Hartz-Konzeptes zur Arbeitsmarktreform
- Günther Schwarz (* 1941), Jurist und Politiker
- Christian Schwarzer (* 1969), Handball-Weltmeister
- Bernhard Henrich, Set Decorator[13]